# Christow (Devon)
Koordinaten: 50° 39′ N, 3° 39′ W
Christow ist ein Dorf in der südenglischen Grafschaft Devon.

## Geografie
Christow liegt in Dartmoor, umliegende Ortschaften sind Bridford, Doddiscombsleigh, Ashton und Coombe. Rund 15 Kilometer nordöstlich liegt die Großstadt Exeter.

## Persönlichkeiten

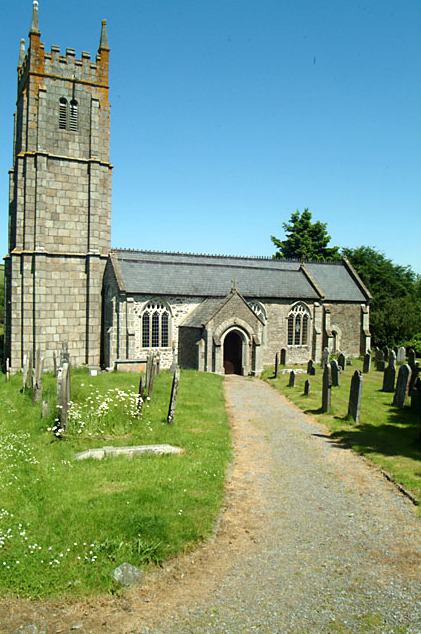
St James mit Kirchhof

Die St James’ Parish Church in Christow beherbergt das Familiengrab der ehemaligen Kaufmannsfamilie Pellew, in dem auch Edward Pellew, 1. Viscount Exmouth bestattet wurde.